# Alfredo Duhalde
Alfredo Duhalde Vásquez (Río Bueno, 30 de junio de 1898-Santiago, 10 de abril de 1985) fue un abogado, banquero y político chileno, miembro del Partido Radical (PR). Se desempeñó como ministro de Defensa Nacional entre abril de 1942 y junio de 1943, para posteriormente servir como ministro del Interior desde septiembre de 1945 hasta junio de 1946, en el marco del gobierno del presidente radical Juan Antonio Ríos, a quien, además, reemplazó con el cargo de vicepresidente de la República a causa de una fuerte enfermedad, desde en enero de ese último año y luego asumió la máxima magistratura plena, producto de su fallecimiento.

## Familia y estudios
Nació en la comuna chilena de Río Bueno el 30 de junio de 1898, hijo de Pedro Duhalde Etchebarne (Louhossoa, Pirineos Atlánticos, Francia; 1845-¿?) y Zoila Rosa Vásquez Martínez (Quilacahuín, h. 1871-¿?). Realizó sus estudios primarios y secundarios en el Liceo de Aplicación, de Santiago. Continuó los superiores en la Escuela de Derecho de la Universidad de Chile, titulándose como abogado.
Se casó en 1923 con la descendiente alemana Yolanda Heufmann Ellwanger, con quien tuvo seis hijos: René, Yolanda, Sara, Marta, Carmen y Sonia.

## Trayectoria pública
Se dedicó a las labores agrícolas en Río Bueno y La Unión, durante gran parte de su vida, siendo además considerado uno de los fundadores del Banco Agrícola. Más tarde, se dedicó por completo a las actividades políticas, haciéndose miembro del Partido Radical (PR).
En las elecciones parlamentarias de 1924, fue elegido como diputado por Llanquihue y Carelmapu, para el periodo legislativo 1924-1927; se incorporó a la cámara baja formalmente el 6 de agosto del primer año. Sin embargo, no logró finalizar su periodo parlamentario, debido a que fue disuelto el Congreso Nacional el 11 de septiembre del mismo año, mediante un decreto de la Junta de Gobierno, establecida tras un golpe de Estado liderado por el general Luis Altamirano Talavera.
Posteriormente, en las elecciones parlamentarias de 1932, fue elegido nuevamente como diputado, pero por la Vigesimosegunda Agrupación Departamental (correspondiente a los departamentos de Valdivia, Osorno y La Unión), por el período 1933-1937. En su gestión, integró la Comisión Permanente de Fomento, de Vías y Obras Públicas.
En el marco del gobierno del presidente y correligionario Pedro Aguirre Cerda, el 10 de enero de 1940, fue designado como ministro de Defensa Nacional, cargo que fungió hasta el 24 de octubre del mismo año. Enseguida, el 2 de abril de 1942, con ocasión de la presidencia del también radical Juan Antonio Ríos, fue nuevamente nombrado como titular de la repartición encargada de las fuerzas armadas del país, rol que ocupó hasta el 7 de junio de 1943. Paralelamente, actuó como titular suplente (s) del Ministerio de Relaciones Exteriores entre el 21 y el 26 de octubre de 1942.
En las elecciones parlamentarias de 1945, fue elegido como senador en representación de la 9.ª Agrupación Provincial (correspondiente a las provincias de Valdivia, Osorno, Llanquihue, Aysén, Chiloé y Magallanes), por el periodo 1945-1953. En esa oportunidad, integró la Comisión Permanente de Defensa Nacional.
Durante su estadía en el Congreso Nacional, en su labor parlamentaria presentó diversas mociones que más tarde se convirtieron en ley, como la Modificación de Límites de la comuna de Valdivia, Ley N.º 6.013 de 1937; Modificación Relativa a Funciones de Jueces de Subdelegación y de Distrito, Juzgado de Letras de Menor Cuantía, comuna San José de la Mariquina, Ley N.º 5.508 de 1934; Internación y Franquicias de Elementos para el Cuerpo de Bomberos de Valdivia, Ley N.º 5.636; Contratación de Empréstito para la Municipalidad de La Unión, Ley N.º 6.017 de 1935; Establece Normas para la Compra y Venta de Crines de Animales, Ley N.º 7.534 de 1938.
De manera simultánea, el 26 de septiembre de 1945, volvió al gobierno de la mano de Antonio Ríos al ser nombrado como Ministerio del Interior; ejerciendo la titularidad de ese rol, asumió la vicepresidencia por la enfermedad y posterior muerte del mandatario. Aunque dejó el Senado para asumir como ministro de Estado, su cupo en la corporación no fue llenado debido a que sus cargos no eran incompatibles, por lo que no se llamó a una elección complementaria. Una vez terminado su paso por el gobierno, retornó en 1946 al puesto que estaba vacante, aunque abandonó su colectividad, el PR, para sumarse al Partido Radical Democrático (PRD).

## Presidencia
El 17 de enero de 1946, asumió la presidencia de Chile interinamente, mientras Juan Antonio Ríos mantenía el cargo de presidente de Chile, pero sin poder ejercer por una grave y avanzada enfermedad.
Al asumir la jefatura del Gobierno, los problemas con la clase trabajadora empezaron a surgir, el mismo día de la delegación del mando, se originó una protesta por problemas en las pulperías salitreras, el 22 de enero de 1946, conversó con su ministro del Trabajo, Mariano Bustos Lagos, y este, anuló totalmente la personalidad jurídica de los sindicatos de los mineros, por ende, estos llaman a un mitin en la Plaza Bulnes, el 28 de enero.[cita requerida]
El gobierno provisional respondió a la protesta, dejando un saldo de seis fallecidos y un gran número de heridos, esto hizo que el gabinete sufriera una gran crisis y su gestión quedó opacada tras la llamada masacre de la Plaza Bulnes.[cita requerida]
Tras el problema, continuó con la línea del presidente Ríos, quien se encontraba grave, en su gobierno se reabrieron las líneas telegráficas y postales a Europa, cuya acción Ríos no pudo terminar, puesto que Europa estaba saliente de la Segunda Guerra Mundial.[cita requerida]
Además con ayuda de beneficencias, logró continuar con el programa de vivienda del gobierno mencionado, amparando a varios pobres situados en campamentos, sin embargo las críticas a su administración se acrecentaron producto de la masacre ocurrida.[cita requerida]
Otra obra que sin embargo fue casi totalmente hecha por Ríos, fue el recibimiento del crédito, que permitió continuar con la CAP, que había sido inaugurada por este a principio de año.[cita requerida]
El 27 de junio de 1946 el presidente Ríos finalmente falleció, aparte de causar conmoción la noticia preocupó, ya que era segunda vez consecutiva que un mandatario fallecía en el cargo, Duhalde como vicepresidente, fijó la fecha de las elecciones para suceder a Ríos y se lanzó a la precandidatura dentro del Partido Radical.[cita requerida]
Renunció el 3 de agosto a favor de su ministro del Interior Vicente Merino Bielich para que en caso de que ganara, no se sospechara de un posible fraude; esta idea databa desde la presidencia de Juan Esteban Montero, para postularse internamente a la presidencia de Chile, su campaña representaba el ala derechista del PR, el partido y la coalición se polarizaron naciendo un sector Duhaldista, finalmente el vicepresidente fue derrotado por Gabriel González Videla.
El 13 de agosto de ese año retornó al poder pleno, el gobierno transcurrió relativamente bien, pero estuvo desmoronando la Administración de Ríos.[cita requerida]
Duhalde finalmente decidió renunciar a la vicepresidencia constitucional el 17 de octubre de 1946, menos de un mes antes de cuando debía entregar el mando a Gabriel González Videla, quien resultó vencedor en la elección presidencial de ese año. Dejó el mando en manos del ministro de Interior Juan Antonio Iribarren.

## Últimos años y muerte
A través de su vida, tuvo también otros cargos, entre ellos los de director y presidente del Banco Osorno-La Unión, entre 1960 y 1966; presidente de la Federación Atlética de Chile; socio de la Empresa Duhalde, Dibarrant y Compañía; y presidente honorario del Club Social y Deportivo Colo-Colo, de fútbol.
Falleció en la ciudad de Santiago el 10 de abril de 1985, a los 86 años.